# Burg Trikaten
Burg Trikaten (lettisch Trikātas viduslaiku pils) war eine Ordensburg des Livländischen Ordens in Livland im heutigen Lettland. Der bewaldete Burghügel erhebt sich an einem 30 m hohen Ufer zwischen dem Trikaten-See und dem Abula-Fluss (deutsch: Abbul) in Trikāta, einer Siedlung im Bezirk Valmiera.

## Geschichte

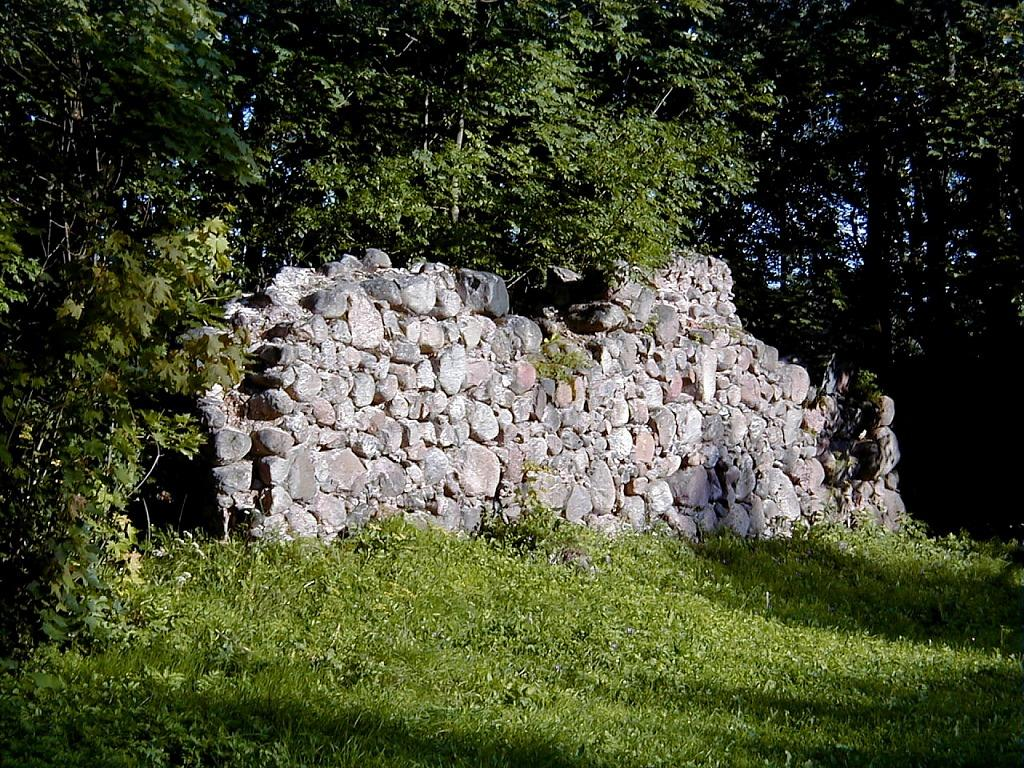
Mauerreste der Burg

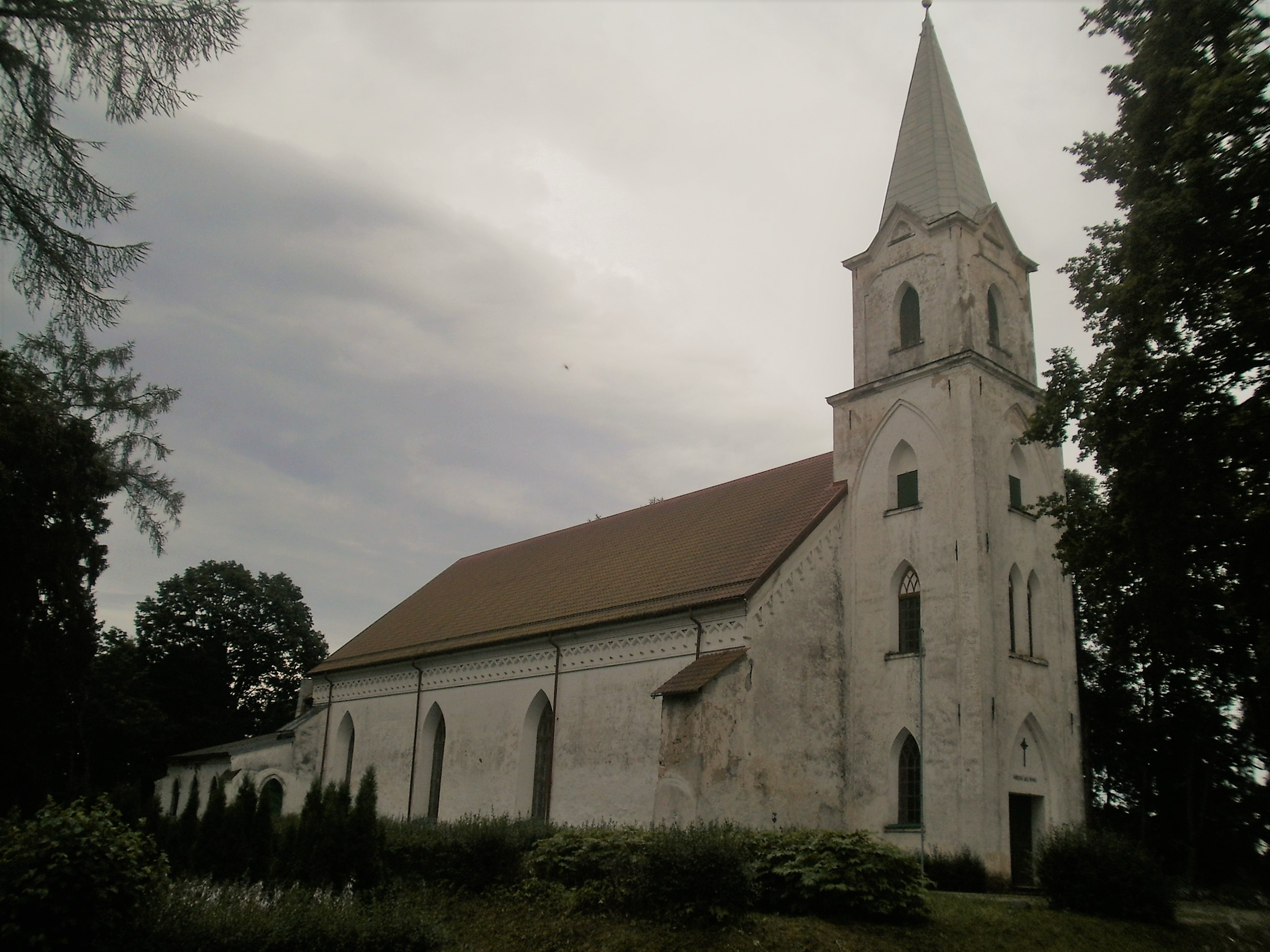
Lutherische Kirche Trikāta

Die Landschaft Trikaten wird 1208 genannt. Die Burg wurde vermutlich auf der Stelle einer vorherigen Wallburg errichtet. Urkundlich wird Trikaten seit 1429 häufig genannt.
Nach der Chronik von Hermann von Wartberge wurde unter Ordensmeister Wilhelm von Nindorf 1284 in Trikaten eine Kirche errichtet. Die Chronik der Provinz Livland von Balthasar Rüssow gibt an, dass der Livländische Orden drei Burgen erbaut hat – Burg Wolmar, Burg Burtneck und Burg Trikaten.
Im Livländischen Krieg fiel die Burg 1577 an die Russen, die die Burg bis 1582 behielten, die danach dem neugegründeten katholischen Bistum Wenden zugeteilt wurde. Im Polnisch-Schwedischen Krieg wurde die Burg 1600 von Schweden eingenommen und im Jahre 1622 Gustav II. Adolf die Burg dem Staatskanzler Axel Oxenstierna übergeben. Die Burg wurde im Großen Nordischen Krieg vollständig zerstört.

## Bauwerk
Die Hauptburg hatte einen ovalen Burgbering, an den sich im Norden die durch einen Graben getrennte Vorburg breit anschmiegte. Zu Beginn des 20. Jahrhunderts waren Reste der Außenmauern und eines Stubenturmes an der Ostseite erhalten sowie Fundamente von Gemächern und von der Vorburgmauer. Bis zum heutigen Tag sind der südöstliche Rand der Mauer und Bruchstücke der Ruinen des Turms etwa 2 m hoch und etwa 4–5 m hoch erhalten. In der zweiten  Hälfte des 20. Jahrhunderts wurde im Innenhof des Schlosses eine Freilichtbühne errichtet.

## Lutherische Kirche
Die Evangelisch-Lutherische Johanneskirche von Trikāta ist eine der ältesten Kirchenbauten in Lettland. Sie wurde vermutlich um 1284 außerhalb des Ortes errichtet und 1695 umgebaut. Der neugotische Turm wurde von 1858 bis 1859 angebaut.